# Аплодонтія
Аплодонтія, або «гірський бобер» (Aplodontia rufa) — єдиний вид родини аплодонтієвих (Aplodontiidae).
Це найпримітивніший і найстародавніший із сучасних гризунів, має спорідненість з родиною вивіркових (Sciuridae). Наукова назва Aplodontia в перекладі з грецької означає «простий зуб», rufa — «червонуватий».

## Зовнішній вигляд
Це кремезний гризун середніх розмірів, схожий на великого хом'яка або ондатру. Довжина його тіла 30-47 см. Хвіст короткий, не більше 4 см. Маса — близько 0,9-1,6 кг. Самці дещо більші за самок. Це незграбна тварина з великою головою і короткими ногами. Очі маленькі. Вушні раковини короткі, округлі. На щоках — пучки довгих вібрисів. Кінцівки стопохідні, 5-палі, але на передніх кінцівках I палець дуже короткий. Передні лапи озброєні потужними риючими кігтями. Волосяний покрив густий, грубий і досить короткий; на спині шерсть стоїть вертикально. Забарвлення на спині сірувато- або червонувато-буре, на черевці світліше. Біля основи вух — по плямі голої шкіри. З віком Аплодонтії сіріють. Линька протягом року одна: вона починається в липні-серпні і триває 2-3 місяці.
Череп масивний, широкий, міцний. Нижня щелепа дуже потужна. Виличні дуги широко розставлені. Зубів — 22. Підкорінні і корінні зуби мають унікальні відростки, за якими зуби Аплодонтії легко відрізнити від зубів інших ссавців. У верхньому ряду зубів відросток направлений у бік щоки, в нижній — в бік язика. Є анальна залоза, що виділяє секрет з характерним мускусним запахом. Сосків — 3 пари. У самців є бакулюм.

## Поширення і підвиди
Аплодонтія поширена вздовж Тихоокеанського узбережжя Північної Америки від півдня Британської Колумбії до центральної Каліфорнії.
Існують сім підвидів Аплодонтія:
- Aplodontia rufa californica — гори Сьєрра-Невада в північній Каліфорнії;

- Aplodontia rufa humboldtiana — крайній північний захід Каліфорнії;

- Aplodontia rufa nigra — південь округу Мендосіно, Каліфорнія;

- Aplodontia rufa pacifica — узбережжя Орегону;

- Aplodontia rufa phaea — невеликий район на північний захід від Сан-Франциско;

- A. r. rainieri — Каскадні гори, від півдня Британської Колумбії до північної Каліфорнії;

- A. r. rufa — узбережжя Вашингтона, включаючи півострів Олімпік.

## Спосіб життя і харчування
Аплодонтії селяться в густих лісах із чагарниковим підліском і заростями папороті, де є вологий, пухкий, придатний для риття ґрунт. У гори піднімається до висоти 2750 м над рівнем моря. Найбільш численні в листяних лісах, рідше зустрічаються у хвойних, де ростуть дуґласова ялиця і західна тсуга. Іноді їх знаходять у сирих ярах та низинах у межах міста. Часто зустрічаються на берегах невеликих річок і струмків. Ведуть нічний спосіб життя, але в похмурі дні виходять на поверхню і вдень.
Аплодонтія погано бачить і чує, але володіє розвиненими нюхом і дотиком. Видає доволі різноманітні звуки: свист, грубий звук з придихом; під час бійок верещить і клацає зубами; схоплена, голосно кричить і виє. Хода її повільна, але може переходити в галоп. Живлячись, Аплодонтія сідає як вивірка на задні лапи, тримаючи їжу передніми.
На гірських бобрів полюють руді рисі, койоти, беркути і великі сови, зрідка — пуми і ведмеді. Горностаї, ласки і американські норки поїдають молодняк. Серед паразитуючих на гірських бобрів комах — найбільша у світі блоха Hystrichopsylla schefferi, самки якої сягають у довжину 8 мм.

### Нори
Аплодонтія живе в основному під землею. У ґрунтовому горизонті вона прокладає складну систему тунелів діаметром близько 15-20 см, які зазвичай не збігаються радіально до центральної гніздовий камери. Їх загальна площа може досягати 0,8 га і іноді перетинатися з тунелями сусідів. Підземні ходи сполучаються з поверхнею багатьма (до 30) виходами, прикритими рослинністю. Гніздова камера, вистелена сухим листям та травою поверх гілок, розташовується на глибині 1-1,5 м. Віднірки гніздової камери служать туалетами. Поруч знаходиться кормова камера. Зазвичай тваринка не віддаляється від свого гнізда далі 15 м. Коли тунелі після сильного дощу заповнюються водою, Аплодонтія їх тимчасово залишає. Плаває цей звірок добре. Взимку вона прокладає тунелі в снігу, зрідка піднімаючись на поверхню. У сплячку не впадає. Аплодонтія захищає свої нори від інших Аплодонтій.
У порожніх норах гірських бобрів селяться найрізноманітніші тварини: довгохвоста ласка, горностай, американська норка, американський борсук, ракун, східний плямистий скунс (Spilogale gracilis), смугастий скунс, щетинистий кролик (Sylvilagus bachmani), заєць білий американський, бурундукові вивірки, західний напівтушканчик, різноманітні полівки (родів Microtus, Phenacomys, Myodes), деревні щурі (Neotoma), західні гофери.

### Раціон
Харчується Аплодонтія виключно рослинними кормами, включаючи надземні та підземні частини папороті, кропиви, американської малини, кизилу, барбарису, клена, верб, червоної вільхи, дугласова ялиці. Об'їдає також рододендрони та інші декоративні багаторічні, чагарники і дерева.
Листя і стебла рослин Аплодонтія складає в стіжки біля нори або відносить у підземні камери. Запасає їжі набагато більше, ніж з'їдає, і залишки не з'їдених запасів викидає назовні при чищенні нори. У дерев згризає кору, особливо взимку. Шматки кори теж забирає до комор. Гілочки і молоді деревця зрізає одним косим укусом. Деякі зрізані рослини залишає на відкритих місцях для сушіння, а коли вони висохнуть, використовує для вистилання гніздової камери. На вигляд незграбна, Аплодонтія піднімається по кущах і деревному підліску до 6 м у висоту, щоб дістатися до тонких гілок.
У гірських бобрів примітивні нирки, і їм доводиться часто й багато пити (до 1 / 3 власної маси в день). Це пояснює прихильність Аплодонтії до вологих лісів помірної зони, де достатньо води. Вони поїдають власні м'які екскременти, щоб отримати максимум поживних речовин. Тверді екскременти гірські бобри в зубах переносять в підземні вбиральні, тому виявити їх на поверхні досить складно.

## Розмноження
У січні-березні у гірських бобрів наступає шлюбний період. Вагітність триває 28-30 днів, закінчуючись народженням 2-4 дитинчат. Новонароджені сліпі і безволосі, масою близько 25 грамів. Очі у них відкриваються приблизно на 10 день. Лактація триває 6-8 тижнів; до кінця червня молодняк Аплодонтії залишає гніздо. Статевої зрілості самки досягають на другому році життя. Тривалість життя значна для гризунів — 5-10 років.

## Статус популяції
Поїдаючи рослинність і обгризаючи дерева, Аплодонтія завдає деяких збитків сільськогосподарським і городнім культурам, лісовим посадкам і садам. Її присутність в садах і городах небажана, однак у гірських лісах, підгризаючи дерева і підлісок, Аплодонтія створює відкриті галявини з рясними кормами для оленів та інших диких копитних. З метою боротьби з цим звіром використовуються гербіциди, пастки, отруєні приманки.
Цю тварина вважають «живим викопним» через примітивну будови черепа і зубів; вона практично не змінилася з доісторичних часів. Згідно з даними палеонтології гілка аплодонтових від'єдналася від білкоподібних в середині еоцена, коли виникли вимерлі роду † Spurimus і † Prosciurus. Сам рід Aplodontia з'являється в кінці плейстоцену в Північній Америці.
Два підвиди аплодонтія, Aplodontia rufa nigra і Aplodontia rufa phaea, занесені до міжнародної Червоної книги зі статусом «вразливий вид» (Vulnerable). Aplodontia rufa nigra — єдиний вид, який зустрічається на прибережних піщаних дюнах. Він водиться на узбережжі каліфорнійського округу Мендосіно. Aplodontia rufa phaea водиться на крутих схилах на північ від Сан-Франциско.
За базою даних IUCN вид має статус «Least Concern», тобто поза загрозою (оцінка 2008 року).